# Siwalubanua I
Siwalubanua I is een bestuurslaag in het regentschap Gunungsitoli van de provincie Noord-Sumatra, Indonesië. Siwalubanua I telt 812 inwoners (volkstelling 2010).